# Alma gêmea
Alma gêmea (português brasileiro) ou Alma gémea (português europeu) está ligada a uma conexão entre pessoas onde há sobretudo afinidade. Isto pode ser relacionado com a similaridade, o amor, romance, a intimidade, sexualidade, espiritualidade, compatibilidade e confiança.